# Sonia Orwell
Sonia Mary Brownell (25 août 1918 - 11 décembre 1980), plus connue sous le nom de Sonia Orwell, est la deuxième épouse de l'écrivain George Orwell. Sonia semble avoir été le modèle de Julia, l'héroïne de 1984,.

## Biographie
Sonia Brownell, fille d'un fonctionnaire colonial britannique, nait à Ranchi, en Inde britannique . Son père meurt quand elle a quatre ans. À l'âge de six ans, elle est confiée au couvent du Sacré-Cœur à Roehampton (qui fait aujourd'hui partie de l'Université de Roehampton ), en Angleterre. Elle part à 17 ans et, après avoir appris le français en Suisse, suit une formation de secrétariat. 
Elle rencontre George Orwell pour la première fois alors qu'elle travaille comme assistante de Cyril Connolly, un ami de l'Eton College, au magazine littéraire Horizon. Après la mort de sa première femme, Eileen O'Shaughnessy, Orwell  l'épouse le 13 octobre 1949, seulement trois mois avant de mourir de la tuberculose.
Les amis de George Orwell, ainsi que divers experts d'Orwell, notent que Sonia Brownell a aidé Orwell à traverser les derniers mois douloureux de sa vie. D'autres ont émis l'hypothèse qu'elle avait peut-être aussi été attirée en raison de sa célébrité. Le biographe d'Orwell, Bernard Crick, a déclare au Washington Post qu'il ne pensait pas que Brownell « avait eu beaucoup d'influence sur sa vie » et a affirmé que « c'était plus ou moins par accident qu'ils se sont mariés ».

## 1984
TR Fyvel, collègue et ami de George Orwell pendant la dernière décennie de la vie de l'écrivain et d'autres amis d'Orwell, ont déclaré que Sonia était le modèle de Julia, l'héroïne de Nineteen Eighty-Four, la « fille du département de fiction » qui apporte amour et chaleur au héros Winston Smith.
Comme l'écrit Orwell dans 1984, « la fille du département fiction… le regardait… Elle était très jeune, pensa-t-il, elle attendait encore quelque chose de la vie… Elle n'accepterait pas comme une loi de la nature que l'individu soit toujours vaincu… Il suffisait de chance, de ruse et d'audace. Elle ne comprenait pas que le bonheur n'existait pas, que la seule victoire résidait dans un avenir lointain, bien après la mort. »

## Droit moral
Après la mort d'Orwell, avec David Astor et Richard Rees, l'exécuteur testamentaire littéraire de George Orwell, Sonia Brownell crée les Archives George Orwell à l'University College de Londres, qui ouvrent en 1960. Elle défend les droits d'auteurs de son mari et édite, avec Ian Angus, The Collected Essays, Journalism and Letters of George Orwell (4 volumes, Secker & Warburg, Londres, 1968). Sonia Brownell travaille à l'Information Research Department (IRD), département de propagande du ministère britannique des Affaires étrangères qui a contribué à accroître la renommée internationale de La Ferme des animaux et de 1984. Grâce à son soutien, l'IRD a pu traduire La Ferme des animaux en plus de 16 langues, et permettre aux ambassades britanniques de diffuser le livre dans plus de 14 pays à des fins de propagande. Peu de temps après la mort de son mari, Sonia vend les droits du film La Ferme des animaux à deux dirigeants de cinéma, ignorant qu'ils sont des agents de la Central Intelligence Agency (CIA) américaine. Cet accord donne lieu à la création du film de propagande La Ferme des animaux (1954), qui est devient le premier long métrage d'animation réalisé en Grande-Bretagne.

## Après Orwell
Brownell épouse Michael Pitt-Rivers en 1958 et a eu des relations avec plusieurs peintres britanniques, dont Lucian Freud, William Coldstream et Victor Pasmore. Son mariage avec Pitt-Rivers s'est terminé par un divorce en 1965. Elle a également eu une liaison avec le philosophe phénoménologue français Maurice Merleau-Ponty, qu'elle a décrit comme son véritable amour ;  elle espérait qu'il quitterait sa femme pour elle. Brownell avait plusieurs filleuls et était très proche de certains d'entre eux. Son filleul Tom Gross a écrit dans le magazine The Spectator que « bien que Sonia n'ait pas eu d'enfants, elle est devenue presque comme une seconde mère pour moi ».  Sonia était également amie proche de nombreux écrivains et artistes, dont Pablo Picasso, qui a dessiné un croquis en son honneur, qu'il a marqué « Sonia ». 
Sonia Brownell décède sans le sou à Londres d'une tumeur au cerveau en décembre 1980, après avoir dépensé  fortune pour tenter de protéger le nom d'Orwell et avoir été escroquée de ses fonds restants par un comptable sans scrupules. Son ami, le peintre Francis Bacon, paye ses dettes. Lors de ses funérailles, Tom Gross lit le même passage de l'Ecclésiaste, chapitre 12, versets 1 à 7, sur la rupture du bol d'or, qu'elle avait demandé à Anthony Powell de lire lors des funérailles d'Orwell trente ans plus tôt. 